# Scandal Play
Scandal Play, född 16 april 1990 i Stockholms län, död 2 oktober 2015 i Piteå i Norrbottens län, var en svensk varmblodig travhäst. Han tränades av Lars Marklund i Höglandsnäs utanför Piteå och kördes av Bo Eklöf.
Scandal Play sprang in 12,1 miljoner kronor på 153 starter varav 50 segrar. Bland hans främsta meriter räknas bland annat segrarna i Olympiatravet (1997, 1999), Norrbottens Stora Pris (1997), Sundsvall Open Trot (1997) och Gävle Stora Pris (1999, 2000). Han kom även på andraplats i Sundsvall Open Trot (1998) och Sweden Cup (2000).

## Karriär
Scandal Play hette till en början TameWaysHero.L och ropades in av Per Lundqvist för 28 000 kronor under en kriterieauktion i Stockholm 1992. Den uppmärksammade spelskandalen inspirerade till namnbytet till Scandal Play. Han inledde karriären hos Robert Bergh, men efter problem med framknäna och knäoperation flyttades han till Stig H. Johansson. Efter en start i regi Johansson valde ägaren Per Lundqvist sedan att flytta hästen till Norrbotten, där Lundqvist själv bodde. Scandal Play började då tränas av Lars Marklund på en gård i Höglandsnäs utanför Piteå.
Scandal Play debuterade i Marklunds regi den 17 mars 1995 på Bodentravet. Han segrade i sina två första starter. Inför debuten hade Scandal Play sprungit in 136 000 kronor, efter första säsongen hos Marklund 1995 var han uppe i över en miljon kronor insprunget.
Scandal Play deltog i sex raka upplagor (1996–2001) av Olympiatravets final på Åbytravet, vilket är rekord. Han segrade i upplagorna 1997 och 1999. Han kom på tredjeplats 1996 och 1998, på femteplats 2000 och sjätteplats 2001. Han deltog i Elitloppet på Solvalla tre gånger (1996, 1997, 1998). Han tog sig inte vidare till Elitloppsfinalen vid något av tillfällena, sin bästa placering tog han 1998 då han slutade på femteplats i försöket (topp fyra går vidare). Han lottades till att starta från startspår 8 i både 1997 och 1998 års upplagor. Han blev en av de största V75-profilerna genom tiderna, med 22 segrar på V75 samt sju raka segrar på sju starter i Gulddivisionen.
Han gjorde sin sista start i karriären den 15 juni 2002 på Bodentravet, då han kördes av sin tränare Lars Marklund.
I juni 2015 ledde Scandal Play och tränare Lars Marklund defileringen inför Norrbottens Stora Pris på Bodentravet, vilket kom att bli hans sista träff med publiken på hemmabanan Bodentravet. Han dog i sin hage på tränare Marklunds gård i Höglandsnäs utanför Piteå den 2 oktober 2015. Han är begravd i sin hage på gården. Sedan 2016 körs minnesloppet Scandal Plays Minne på Bodentravet varje år under slutet av våren för att hedra Scandal Play.